# Gmina Janowice Wielkie
Die Gmina Janowice Wielkie ist eine Landgemeinde im Powiat Karkonoski der Woiwodschaft Niederschlesien in Polen. Ihr Sitz ist das gleichnamige Dorf (deutsch Jannowitz) mit etwa 2200 Einwohnern.

## Geographie

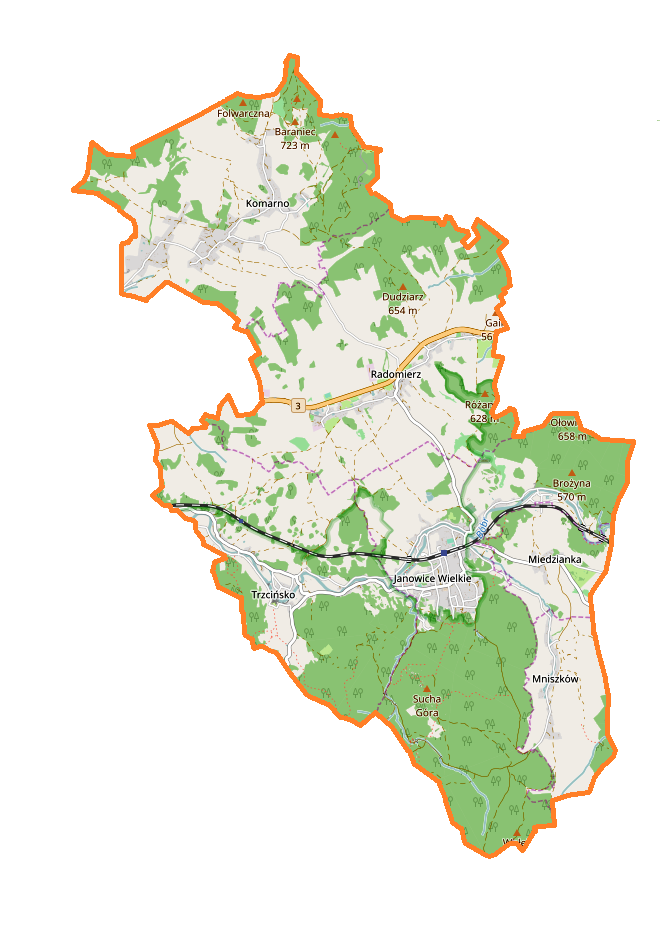
Karte der Gemeinde

Die Gemeinde liegt im Süden der Woiwodschaft Niederschlesien, etwa 80 Kilometer südöstlich von Breslau. Nachbargemeinden sind Jeżów Sudecki im Nordwesten, Wojcieszów sowie Świerzawa im Norden, Bolków im Nordosten, Marciszów im Osten, Kamienna Góra im Süden, Mysłakowice im Südwesten und die Kreisstadt Jelenia Góra (Hirschberg im Riesengebirge) im Westen.
Die Gemeinde hat eine Fläche von 57,8 km² von der 51 Prozent land- und 40 Prozent forstwirtschaftlich genutzt werden. Ihr Gebiet gehört zu Niederschlesien, der Norden zu einem Ausläufer des Bober-Katzbach-Gebirge (Góry Kaczawskie). Jenseits des Hirschberger Tals (Kotlina Jeleniogórska) gehört der Süden der Gemeinde zum Landeshuter Kamm (Rudawy Janowickie) mit vielfältigen Felsformationen. Wichtigstes Gewässer ist der Bober (Bóbr).

## Geschichte
Die Landgemeinde wurde 1973 aus Gromadas wieder gebildet. Ihr Gebiet kam 1975 von der Woiwodschaft Breslau zur Woiwodschaft Jelenia Góra, der Powiat wurde aufgelöst. Zum 1. Januar 1999 kam die Gemeinde zur Woiwodschaft Niederschlesien und zum wieder errichteten Powiat Jeleniogórski. Letzterer wurde 2021 in Powiat Karkonoski umbenannt. 

## Gliederung
Die Landgemeinde Janowice Wielkie besteht aus sechs Dörfern mit einem Schulzenamt; deutsche Namen, amtlich bis 1945:
- Janowice Wielkie (Jannowitz; ehemals Alt und Neu Jannowitz)
- Komarno (Kammerswaldau)
- Miedzianka (Kupferberg)
- Mniszków (Waltersdorf)
- Radomierz (Seiffersdorf)
- Trzcińsko (Rohrlach)

## Tourismus
Die Gemeinde gehört neben der Tatra zu den bevorzugten Klettergebieten des Landes. Wanda Rutkiewicz begann hier mit dem Klettersport. Neben Wander- und Radwegen gibt es drei Reitwege durch die Berglandschaft. Bei Radomierz steht ein Aussichtsturm. Der Bober bietet Wassersportmöglichkeiten.

## Verkehr
Die Landesstraße DK3 verläuft durch Radomierz. Bahnanschluss besteht mit dem Bahnhof im Hauptort und einer Station in Trzcińsko an der Bahnstrecke Breslau–Görlitz. Der nächste internationale Flughafen ist Breslau.

## Persönlichkeit
- Achim von Loesch (1923–2019), Bankier, Direktor der Bank für Gemeinwirtschaft und Theoretiker der Alternativökonomie; geboren in Kammerswaldau.